# Хмелевая (приток Люнды)
Хмелевая — река в Нижегородской области России, протекает по территории Воскресенского района. Устье реки находится в 72 км по правому берегу реки Люнды. Длина реки составляет 22 км, площадь водосборного бассейна — 185 км².
Исток реки находится в обширном комплексе болот в 32 км к юго-западу от посёлка Воскресенское. Из тех же болот рядом с истоком Хмелевой вытекает река Вишня, приток Керженца; здесь проходит водораздел Керженца и Ветлуги. До впадения слева Хмелевой Луговой называется также Хмелевая Боровая.
Течёт на северо-восток, в среднем течении на реке деревня Елдеж. Крупнейший приток Хмелевая Луговая (левый). Впадает в Люнду выше деревни Чихтино.

## Данные водного реестра
По данным государственного водного реестра России относится к Верхневолжскому бассейновому округу, водохозяйственный участок реки — Ветлуга от города Ветлуга и до устья, речной подбассейн реки — Волга от впадения Оки до Куйбышевского водохранилища (без бассейна Суры). Речной бассейн реки — (Верхняя) Волга до Куйбышевского водохранилища (без бассейна Оки).
По данным геоинформационной системы водохозяйственного районирования территории РФ, подготовленной Федеральным агентством водных ресурсов:
- Код водного объекта в государственном водном реестре — 08010400212110000043762
- Код по гидрологической изученности (ГИ) — 110004376
- Код бассейна — 08.01.04.002
- Номер тома по ГИ — 10
- Выпуск по ГИ — 0